# نبیل شعث
نبیل شعث (زاده ۹ اوت ۱۹۳۸ در فلسطین) سیاست‌مدار فلسطینی است. او عضو کمیته اجرایی سازمان آزادی‌بخش فلسطین و از مهمترین نمایندگان فلسطینیان در مذاکرات صلح با اسرائیل است. شعث وزیر امور خارجه تشکیلات خودگردان فلسطین از آوریل ۲۰۰۳ تا فوریه ۲۰۰۵ بود. او همچنین در دسامبر ۲۰۰۵ به مدت نه روز نخست وزیر موقت این دولت شد.

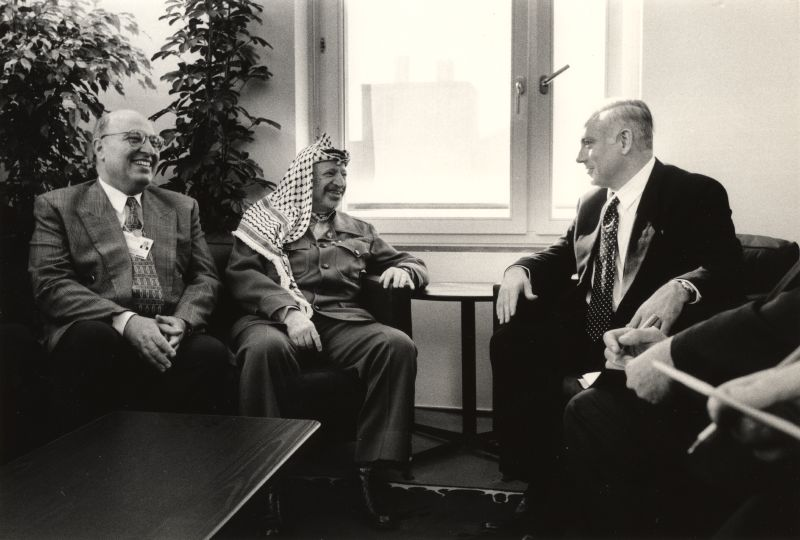
بنیامین نتانیاهو، یاسر عرفات و نبیل شعث در اجلاس داووس، سوئیس، ۱۹۹۷